# Aboubacar Kilé Bangoura
Aboubacar Kilé Bangoura (ur. 7 lipca 1994 w Konakry) – gwinejski piłkarz grający na pozycji napastnika. W swojej karierze rozegrał 9 meczów i strzelił 3 gole w reprezentacji Gwinei.

## Kariera piłkarska
Swoją piłkarską karierę Bangoura rozpoczął w klubie CI Kamsar. W sezonie 2013/2014 zadebiutował w nim w pierwszej lidze gwinejskiej. W sezonie 2014/2015 był zawodnikiem Soumba FC. W latach 2015-2017 był zawodnikiem klubu Horoya AC. Dwukrotnie został z nim mistrzem Gwinei w sezonach 2015/2016 i 2016/2017, a w sezonie 2015/2016 zdobył też Puchar Gwinei. 
W latach 2017-2019 był zawodnikiem Gangan FC, w sezonie 2019/2020 - AS Kaloum Star, w sezonie 2020/2021 - Hafia FC, w sezonie 2021/2022 - Ted Afrique, a w sezonie 2022/2023 - AS Mineurs, z którym sięgnął po krajowy puchar.

## Kariera reprezentacyjna
W reprezentacji Gwinei Bangoura zadebiutował 5 lipca 2015 w zremisowanym 2:2 meczu Mistrzostw Narodów Afryki 2016 z Liberią, rozegranym w Monrovii. W debiucie zdobył gola. Od 2015 do 2017 rozegrał w kadrze narodowej 9 meczów i strzelił w nich 3 gole.